# Аруба на Летњим олимпијским играма 2016.
Аруба је учествовала на Олимпијским играма 2016. одржаним у Рију де Женеиру, од 5. до 21. августа. Ово је било осмо узастопно учешће Арубе на олимпијским играма. Први пут се појавила на Олимпијским играма 1988. у Сеулу.
Олимпијски комитет Арубе послао је најбројнији олимппијски тим од њеног олимпијског дебија 1988. Учествовало је укупнп седам такмичара, три мушкарца и четири жене, који су се такмичили у четири спорта (џудо, једрење, пливање, и први пут теквондо). Петоро од њих су олимпијски деби имали на овим играма.олимпијски деби на овим играма, са једриличарком Филипин ван Анхолтом, која је раније учествовала као Независни учесник, и џудистом Џејми Мата учесник Игара у Лондона 2012. 
На свечаној церемонији отварања заставу је носила једриличарка Никол ван дер Велден
И после ових игара Аруба је остала у групи земаља које нису освајале ниједну олимпијску медаљу.

## Учесници по дисциплинама
| Спорт     | Мушкарци | Жене | Укупно |
| --------- | -------- | ---- | ------ |
| Једрење   | 1        | 2    | 3      |
| Пливање   | 1        | 1    | 2      |
| Теквондо  | 0        | 1    | 1      |
| Џудо      | 1        | 0    | 1      |
| Укупно(4) | 3        | 4    | 7      |

## Резултати

### Једрење
Жене
| Једриличарка       | Дисциплина    | Трка | Трка | Трка | Трка | Трка | Трка | Трка | Трка | Трка | Трка | Трка | Укупно Бод | Пласман | Детаљи                                       |
| Једриличарка       | Дисциплина    | 1    | 2    | 3    | 4    | 5    | 6    | 7    | 8    | 9    | 10   | М*   | Укупно Бод | Пласман | Детаљи                                       |
| ------------------ | ------------- | ---- | ---- | ---- | ---- | ---- | ---- | ---- | ---- | ---- | ---- | ---- | ---------- | ------- | -------------------------------------------- |
| Филипин ван Анхолт | Ласер радијал | 24   | 21   | 18   | 32   | 27   | 27   | 21   | 19   | 24   | 26   | -    | 206        | 28 / 37 | Архивирано на веб-сајту (10. септембар 2016) |

Мешовито
| Једриличари                    | Дисциплина        | Трка | Трка | Трка | Трка | Трка | Трка | Трка | Трка | Трка | Трка | Трка | Трка | Трка | Укупно Бод | Пласман | Детаљи                                    |
| Једриличари                    | Дисциплина        | 1    | 2    | 3    | 4    | 5    | 6    | 7    | 8    | 9    | 10   | 11   | 12   | M*   | Укупно Бод | Пласман | Детаљи                                    |
| ------------------------------ | ----------------- | ---- | ---- | ---- | ---- | ---- | ---- | ---- | ---- | ---- | ---- | ---- | ---- | ---- | ---------- | ------- | ----------------------------------------- |
| Никол ван де Велден Тајс Висер | Накра 17 мешовито | 15   | 18   | 1    | 15   | 14   | 1    | 19   | 17   | 10   | 16   | 16   | 14   | -    | 135        | 16 / 20 | Архивирано на веб-сајту (20. август 2016) |

- М = Трка за медаље

### Пливање
Мушкарци
| Пливач           | Дисциплина     | Група    | Група     | Полуфинале       | Полуфинале       | Финале           | Финале     | Детаљи                                     |
| Пливач           | Дисциплина     | Резултат | Место     | Резултат         | Место            | Резултат         | Место      | Детаљи                                     |
| ---------------- | -------------- | -------- | --------- | ---------------- | ---------------- | ---------------- | ---------- | ------------------------------------------ |
| Mikel Schreuders | 200 м слободно | 1:55,10  | 6. у гр 1 | Није се пласирао | Није се пласирао | Није се пласирао | 45/47 (48) | Архивирано на веб-сајту (10. октобар 2016) |

Жене
| Пливачица     | Дисциплина    | Група | Група      | Полуфинале        | Полуфинале        | Финале            | Финале     | Детаљи                                       |
| Пливачица     | Дисциплина    | Време | Пласман    | Време             | Пласман           | Време             | Пласман    | Детаљи                                       |
| ------------- | ------------- | ----- | ---------- | ----------------- | ----------------- | ----------------- | ---------- | -------------------------------------------- |
| Алисон Понсон | 50 м слободно | 26,00 | 7. у гр. 7 | Није се пласирала | Није се пласирала | Није се пласирала | 45/88 (91) | Архивирано на веб-сајту (22. септембар 2016) |

### Теквондо
Аруба је први пут на Олимпијским играма, имала једну такмичарку у теквонду. Моника Пиментел обезбедила је место у категорији до 49 кг на основу  пласмана на Панамеричком квалификационом турниру у Агваскалијентесу, Мексико 2016, који је завршила као другопласирана.
| Текводискиња    | Дисциплина    | Осмина финала          | Четвртфинале          | Полуфинале            | Репасаж               | Финале / БМ           | Финале / БМ |                                           |
| Текводискиња    | Дисциплина    | Противник Резултат     | Противник Резултат    | Противник Резултат    | Противник Резултат    | Противник Резултат    | Пласман     | Детаљи                                    |
| --------------- | ------------- | ---------------------- | --------------------- | --------------------- | --------------------- | --------------------- | ----------- | ----------------------------------------- |
| Моника Пиментел | - 49 кг, жене | Азиз (FRA) · Пор 1 : 2 | Није се квалификовала | Није се квалификовала | Није се квалификовала | Није се квалификовала | = 11. место | Архивирано на веб-сајту (26. август 2016) |

### Џудо
Аруба је имала једног представника у џуду, који се квалификовао преко континаталне квоте панамеричког региона. Пред почетак ОИ био је светској ранг листи на 90. месту.
Мушкарци
| Џудиста    | Дисциплина | 1. коло            | 2. коло                     | 1/8 фин.                      | 1/4 фин.         | Полуфин.         | Фин.             | Репасаж 1        | Репасаж 1/4 финале | Репасаж полуфинале | Борба за бронзу  | Поз.             | Детаљи                                     |
| Џудиста    | Дисциплина | Противник Резултат | Противник Резултат          | Прот. Рез.                    | Прот. Рез.       | Прот. Рез.       | Прот. Рез.       | Прот. Рез.       | Прот. Рез.         | Прот. Рез.         | Прот. Рез.       | Поз.             | Детаљи                                     |
| ---------- | ---------- | ------------------ | --------------------------- | ----------------------------- | ---------------- | ---------------- | ---------------- | ---------------- | ------------------ | ------------------ | ---------------- | ---------------- | ------------------------------------------ |
| Џејми Мата | −66 кг     | без борбе          | Махит (VAN) · Поб 100 : 000 | Собиров (UZB) · Пор 000 : 100 | Није се пласирао | Није се пласирао | Није се пласирао | Није се пласирао | Није се пласирао   | Није се пласирао   | Није се пласирао | Није се пласирао | Архивирано на веб-сајту (10. октобар 2016) |